# Shlomo Dykman
Shlomo Dykman (en hebreo: שלמה דיקמן‎); (Varsovia, Imperio alemán, 10 de febrero de 1917 - Jerusalén, Israel, 17 de marzo de 1965) fue un traductor y humanista israelí.

## Biografía
Dykman nació en 1917 en Varsovia, Polonia. Asistió a la escuela en el Gymnasium Hebreo "Hinuch", y luego estudió los clásicos en el Instituto de Estudios Judaicos de la Universidad de Varsovia.
Comenzó a publicar traducciones y reseñas literarias en Polonia en 1935, incluidas traducciones del hebreo al polaco. En 1939, publicó la traducción de todos los poemas de Jaim Najman Biálik al polaco.
Tras el estallido de la Segunda Guerra Mundial y la división de Polonia entre Alemania y la Unión Soviética, huyó a Bujara, donde enseñó hebreo. En 1944 fue arrestado por las autoridades soviéticas y acusado de actividades sionistas y contrarrevolucionarias. Inicialmente fue condenado a muerte, pero la sentencia fue conmutada de cinco a diez años de trabajos forzados, que cumplió en minas de carbón de Vorkuta, en la región ártica de los Urales septentrionales. En 1957 regresó a Varsovia y, en 1960, emigró a Israel, instalándose en su capital, Jerusalén.
Dykman publicó muchas traducciones de la literatura griega y de los clásicos romanos y latinos al hebreo. Entre estas se encuentran las tragedias de Esquilo y Sófocles, el poema "Eneida" de Virgilio y "Metamorfosis" de Ovidio.
Murió en Jerusalén en 1965. El Premio Israel le fue otorgado dos meses después de su muerte. Su hijo, Aminadav Dykman, fue traductor y erudito literario.

## Premios y distinciones
- En 1961, Dykman recibió el Premio Tchernichovsky a la traducción ejemplar.
- En 1965, fue galardonado con el Premio Israel, en Literatura.[3]